# روي مكلينان
روي مكلينان (بالإنجليزية: Roy McLennan)‏ هو سياسي نيوزلندي، ولد في 30 أكتوبر 1924 بويلينغتون في نيوزيلندا، وتوفي في 18 سبتمبر 2013 بنيلسون في نيوزيلندا.